# Andreas Schillinger
Andreas Schillinger (* 13. Juli 1983 in Kümmersbruck bei Amberg) ist ein ehemaliger deutscher Radrennfahrer.

## Werdegang
Schillinger begann 1997 mit dem Radsport als Jugendfahrer im väterlichen Verein, dem RSG Vilstal. Er wurde in den Landeskader Bayern aufgenommen und gewann in der Junioren-Radbundesliga 2001 sowohl die Einzel-, als auch die Teamwertung. Während seiner Zeit in der Alterskategorie U23 fuhr Schillinger bei  dem Team TEAG Köstritzer. Er konnte 2004 die U23-Radbundesliga mit dem zweiten Platz in der Gesamtwertung beenden.
Im Jahr 2006 startete er zum ersten Mal in einem Radsportteam mit internationaler Lizenz, dem Continental Team Milram. Sein bis dahin größter Erfolg in der Eliteklasse war der Gewinn der Deutschen Bergmeisterschaft 2007, den er 2009 wiederholen konnte.
Im Jahr 2012 bestritt Schillinger für das Team NetApp den Giro d’Italia und somit die erste Grand Tour seiner Karriere, den er auf Platz 107 beendete. Seine zweite „Grand Tour“ bestritt er 2014 mit der Tour de France. Auf der zehnten Etappe wurde er fast wegen Überschreitung der Karenzzeit aus dem Rennen genommen, da er auf seinen in der Gesamtwertung auf Rang drei liegenden, schwer gestürzten Teamkollegen Tiago Machado wartete und ihn 60 Kilometer bis in das Etappenziel begleitete. Beide Fahrer wurden aufgrund der außergewöhnlichen Umstände von der Jury im Rennen belassen. Er beendete die Rundfahrt schließlich als 144. 2015 musste er die Tour de France wegen eines Infektes nach der dritten Etappe verlassen. Er bestritt und beendete mit der Tour de France 2016, der Vuelta a España 2017, dem Giro d’Italia 2018 und der Vuelta a España 2020 vier weitere Grand Tours.
Schillinger wurde Teil des Sprintzugs von Pascal Ackermann, der 2017 zum Team kam. Im Januar 2021 war er am Gardasee in einen Trainingsunfall verwickelt, bei dem eine Autofahrerin in seine Trainingsgruppe fuhr und er sich Frakturen an Hals- und Brustwirbelsäule zuzog. Er litt in der Folge noch an den Unfallfolgen und verkündete im folgenden Juli seine Karriere zum Saisonende zu beenden.

## Erfolge
2006
- Tour de Jura

2007
- Deutsche Bergmeisterschaft

2008
- eine Etappe Tour de Beauce

2009
- Beverbeek Classic
- eine Etappe Five Rings of Moscow
- Deutsche Bergmeisterschaft

2010
- Prag–Karlovy Vary–Prag

2018
- Mannschaftszeitfahren Czech Cycling Tour

## Grand-Tour-Platzierungen
| Grand Tour            | 2012 | 2013 | 2014 | 2015 | 2016 | 2017 | 2018 | 2019 | 2020 | 2021 |
| --------------------- | ---- | ---- | ---- | ---- | ---- | ---- | ---- | ---- | ---- | ---- |
| Giro d’ItaliaGiro     | 154  | –    | –    | –    | –    | –    | 139  | –    | –    | –    |
| Tour de FranceTour    | –    | –    | 144  | DNF  | 154  | –    | –    | –    | –    | –    |
| Vuelta a EspañaVuelta | –    | –    | –    | –    | –    | 144  | –    | –    | 123  | –    |